# Aimee Lou Wood
Aimee Lou Wood (Stockport, 3 febbraio 1994) è un'attrice britannica.
È principalmente nota per il ruolo di Aimee Gibbs nella serie televisiva Sex Education (2019-2023), grazie a cui si è aggiudicata un British Academy Television Award, e di Chelsea nella terza stagione della serie antologica The White Lotus (2025).

## Biografia
Nata a Stockport, nella contea metropolitana di Greater Manchester, ha studiato presso la prestigiosa Royal Academy of Dramatic Art a Londra, dove si è laureata con un BA in recitazione. Il suo ruolo più importante è quello di Aimee Gibbs nella serie Netflix Sex Education, nonostante avesse partecipato alle audizioni per il ruolo di Lily, interpretata da Tanya Reynolds; per la sua interpretazione ha vinto il BAFTA alla miglior performance comica femminile nel 2021.
Nel 2020 ha fatto il suo debutto sulle scene londinesi interpretando Sonya in un allestimento di Zio Vanja di Čechov in scena all'Harold Pinter Theatre con Toby Jones e Richard Armitage. Ha fatto il suo debutto cinematografico come Claire Wain nel film biografico del 2021 Il visionario mondo di Louis Wain, che ha ottenuto recensioni positive dalla critica. Ha ottenuto il suo primo ruolo da protagonista al fianco di Bill Nighy nel film drammatico di Oliver Hermanus Living, un remake inglese del film giapponese del 1952 Vivere, presentato in anteprima al Sundance Film Festival del 2022, ottenendo consensi. Dal 2024 interpreta Gemma nella serie di BBC Three Daddy Issues. Nel 2025 è nel cast della terza stagione di The White Lotus. Per questo ruolo ha ottenuto una candidatura agli Emmy come migliore attrice non protagonista in una serie drammatica.

## Vita privata
Wood ha avuto una relazione con Connor Swindells dal 2018 al 2020, collega conosciuto sul set di Sex Education. Ha lottato con la sua immagine corporea, rivelando in un'intervista del 2020 con la rivista Glamour di avere "sofferto di dismorfia corporea per tutta la vita. Ricordo che prima della scena di sesso (in Sex Education), ho pensato: 'Okay, va bene. Inizierò a mangiare insalate ogni giorno", e non l'ho fatto. Quello è stato un punto di svolta per me, prendere la decisione di dire: 'In realtà, non ho intenzione di alterare il modo in cui il mio corpo appare prima di questa scena perché questo è il modo in cui appare il mio corpo.'"

## Filmografia

### Cinema
- Uncle Vanya, regia di Ross MacGibbon e Ian Rickson (2020)
- Il visionario mondo di Louis Wain (The Electrical Life of Louis Wain), regia di Will Sharpe (2021)
- Living, regia di Oliver Hermanus (2022)

### Televisione
- Sex Education – serie TV, 32 episodi (2019-2023)
- On the Edge – serie TV, episodio 3x01 (2021)
- Alice & Jack, regia di Juho Kuosmanen e Hong Khaou – miniserie TV (2024)
- Daddy Issues – serie TV (2024)
- The White Lotus – serie TV, 8 episodi (2025)
- Toxic Town, regia di Minkie Spiro – miniserie TV (2025)

### Cortometraggi
- Hen, regia di James Larkin (2017)
- Lilith & Eve, regia di Samuel de Ceccatty (2022)

## Teatro
- Maria Stuart di Friedrich Schiller, regia di Robert Icke. Almeida Theatre di Londra (2016)
- People, Places and Things di Duncan Macmillan, regia di Jeremy Herrin. Tour britannico (2017)
- Downstate di Bruce Norris, regia di Pam MacKinnon. Steppenwolf Upstairs Theatre di Chicago (2018), National Theatre di Londra (2019)
- Zio Vanja di Anton Čechov, regia di Ian Rickson. Harold Pinter Theatre di Londra (2020)
- Cabaret, libretto di Joe Masteroff e Fred Ebb, colonna sonora di John Kander, regia di Rebecca Frecknall. Kit Kat Club di Londra (2023)

## Riconoscimenti
- British Academy Television Awards
  - 2021 – Miglior attrice in una serie commedia per Sex Education
  - 2022 – Candidatura per la miglior attrice in una serie commedia per Sex Education
- Primetime Emmy Award
  - 2025 – Candidatura alla miglior attrice non protagonista per The White Lotus

## Doppiatrici italiane
Nelle versioni in italiano delle opere in cui ha recitato, Aimee Lou Wood è stata doppiata da:
- Lucrezia Marricchi in Sex Education, Living, The White Lotus, Toxic Town
- Margherita De Risi in Il visionario mondo di Louis Wain